# Perarrúa
 Perarrúa (aragonesisch: Perarruga) ist eine Gemeinde der Provinz Huesca in der Autonomen Gemeinschaft Aragonien in Spanien. Sie liegt in der Comarca Ribagorza im Tal des Río Ésera.

## Gemeindegebiet
Zur Gemeinde gehören die Ortschaften:
- Arués (nicht mehr bewohnt)
- Besiáns
- El Mon (nicht mehr bewohnt)
- Perarrúa

## Geschichte
Der bereits im 6. Jahrhundert genannte Ort wurde im 8. Jahrhundert von den Mauren besetzt, die im Ortsteil El Mon eine Qasr Mons genannte Burg errichteten. Die christliche Rückeroberung fand im 11. Jahrhundert statt.

## Bevölkerungsentwicklung
| 1900 | 1910 | 1920 | 1930 | 1940 | 1950 | 1960 | 1970 | 1981 | 1991 | 1996 | 2004 |
| ---- | ---- | ---- | ---- | ---- | ---- | ---- | ---- | ---- | ---- | ---- | ---- |
| 589  | 544  | 602  | 539  | 539  | 600  | 408  | 238  | 192  | 127  | 147  | 123  |